# Triple Divide Peak (Montana)
Triple Divide Peak é uma montanha na cordilheira Lewis, no Parque Nacional Glacier em Montana, Estados Unidos. É um dos vértices hidrológicos (tripontos hidrográficos) do continente norte-americano, sendo o outro o Snow Dome no Parque Nacional Jasper, na fronteira entre Alberta e Colúmbia Britânica, no Canadá. A Divisória Continental da América do Norte e a Divisória Laurenciana encontram-se no topo desta montanha, e toda a água que aí caia pode seguir para o oceano Pacífico, para o oceano Atlântico ou para o oceano Ártico, tornando-o num dos raros pontos da Terra onde se encontram as bacias hidrográficas de três oceanos.